# Paraguay en la Copa América Centenario
La selección de fútbol de Paraguay fue uno de los dieciséis equipos participantes de la Copa América Centenario, una edición especial del torneo en conmemoración de los 100 años de su creación, que se celebra del 3 al 26 de junio de 2016, en Estados Unidos. En el sorteo realizado el 21 de febrero del mismo año, en Nueva York, la selección paraguaya quedó emparejada en el Grupo A, junto a la anfitriona Estados Unidos, además de Colombia y Costa Rica.

## Antecedentes
La selección de Paraguay disputó su trigésima sexta Copa América, vigésima en forma consecutiva. Se ubica en la cuarta posición de la tabla histórica del torneo, el cual ganó en dos ocasiones, en las ediciones de 1953 y 1979. Además, logró el segundo puesto en seis oportunidades: 1922, 1929, 1947, 1949, 1963 y 2011. Asimismo, terminó siete veces en el tercer escalón (1923, 1924, 1925, 1939, 1946, 1959 y 1983).
Un año atrás, en 2015, el combinado guaraní había alcanzado las semifinales de la Copa América, celebrada en Chile, conquistada precisamente por el conjunto local. Mientras que en las eliminatorias para la Copa Mundial de 2018 marchaba en la séptima colocación.
La Albirroja estableció inicialmente como su sede base de concentración la ciudad de Orlando, Florida.

### Preparación
| Fecha              | Lugar   |        |                   | Resultado |                     |          |
| ------------------ | ------- | ------ | ----------------- | --------- | ------------------- | -------- |
| 28 de mayo de 2016 | Atlanta | México | Bandera de México | 1:0 (1:0) | Bandera de Paraguay | Paraguay |

## Jugadores
- Lista preliminar de 39 jugadores anunciada el 29 de abril de 2016.[3]
- Lista definitiva de 23 jugadores dada a conocer el 9 de mayo de 2016.[4]
- Obs.: Fueron convocados Antonio Sanabria, el 13 de mayo,[5] Víctor Ayala e Iván Piris, el 23 de mayo,[6] en sustitución de los lesionados Roque Santa Cruz, Néstor Ortigoza y Pablo Aguilar, respectivamente.

| #     | Nombre                | Nombre en camiseta | Posición       | Edad       | PJ Sel     | Club              |
| ----- | --------------------- | ------------------ | -------------- | ---------- | ---------- | ----------------- |
| 1     | Justo Villar          |                    | Portero        | 38         | 115        | Colo-Colo         |
| 2     | Fabián Balbuena       |                    | Defensa        | 24         | 4          | Corinthians       |
| 3     | Gustavo Gómez         |                    | Defensa        | 23         | 13         | Lanús             |
| 4     | Iván Piris            |                    | Defensa        | 27         | 23         | Udinese           |
| 5     | Bruno Valdez          |                    | Defensa        | 23         | 11         | Cerro Porteño     |
| 6     | Miguel Samudio        |                    | Defensa        | 29         | 33         | América           |
| 7     | Jorge Benítez         |                    | Delantero      | 23         | 6          | Cruz Azul         |
| 8     | Rodrigo Rojas         |                    | Centrocampista | 28         | 7          | Cerro Porteño     |
| 9     | Antonio Sanabria      |                    | Delantero      | 20         | 6          | Sporting de Gijón |
| 10    | Derlis González       |                    | Delantero      | 22         | 21         | Dinamo Kiev       |
| 11    | Edgar Benítez         |                    | Delantero      | 28         | 52         | Querétaro         |
| 12    | Anthony Silva         |                    | Portero        | 32         | 15         | Cerro Porteño     |
| 13    | Blas Riveros          |                    | Defensa        | 18         | 1          | Olimpia           |
| 14    | Paulo Da Silva        |                    | Defensa        | 36         | 134        | Toluca            |
| 15    | Juan Iturbe           |                    | Delantero      | 22         | 2          | Bournemouth       |
| 16    | Celso Ortiz           |                    | Centrocampista | 27         | 9          | AZ Alkmaar        |
| 17    | Miguel Almirón        |                    | Centrocampista | 22         | 1          | Lanús             |
| 18    | Nelson Haedo Valdez   |                    | Delantero      | 32         | 75         | Seattle Sounders  |
| 19    | Darío Lezcano         |                    | Delantero      | 25         | 6          | Ingolstadt 04     |
| 20    | Víctor Ayala          |                    | Centrocampista | 28         | 17         | Lanús             |
| 21    | Óscar Romero          |                    | Centrocampista | 23         | 18         | Racing Club       |
| 22    | Diego Barreto         |                    | Portero        | 34         | 13         | Olimpia           |
| 23    | Robert Piris Da Motta |                    | Centrocampista | 21         | 1          | Olimpia           |
| D. T. | Ramón Díaz            | Ramón Díaz         | Ramón Díaz     | Ramón Díaz | Ramón Díaz | Ramón Díaz        |

## Participación
- Los horarios corresponden a la hora local de la ciudad sede de cada partido. Entre paréntesis se indica la de Paraguay (UTC-4).

### Partidos
| Fecha       | Lugar      | Instancia      |                |                           | Resultado |                     |          |
| ----------- | ---------- | -------------- | -------------- | ------------------------- | --------- | ------------------- | -------- |
| 4 de junio  | Orlando    | Fase de grupos | Costa Rica     | Bandera de Costa Rica     | 0:0       | Bandera de Paraguay | Paraguay |
| 7 de junio  | Pasadena   | Fase de grupos | Colombia       | Bandera de Colombia       | 2:1 (2:0) | Bandera de Paraguay | Paraguay |
| 11 de junio | Filadelfia | Fase de grupos | Estados Unidos | Bandera de Estados Unidos | 1:0 (1:0) | Bandera de Paraguay | Paraguay |

### Grupo A

#### Posiciones
| Selección      | Pts. | PJ | PG | PE | PP | GF | GC | Dif |
| -------------- | ---- | -- | -- | -- | -- | -- | -- | --- |
| Estados Unidos | 6    | 3  | 2  | 0  | 1  | 5  | 2  | 3   |
| Colombia       | 6    | 3  | 2  | 0  | 1  | 5  | 4  | 1   |
| Costa Rica     | 4    | 3  | 1  | 1  | 1  | 3  | 5  | -1  |
| Paraguay       | 1    | 3  | 0  | 1  | 2  | 1  | 3  | -1  |

| 4 de junio de 2016, 17:00 (misma hora) | Costa Rica | 0:0     | Paraguay | Estadio Citrus Bowl, Orlando |                              |
|                                        |            | Reporte |          | Árbitro(s): Patricio Loustau | Árbitro(s): Patricio Loustau |

| 7 de junio de 2016, 19:30 (22:30) | Colombia                  | 2:1 (2:0) | Paraguay  | Estadio Rose Bowl, Pasadena |                         |
|                                   | Bacca 12' · Rodríguez 30' | Reporte   | Ayala 71' | Árbitro(s): Héber Lopes     | Árbitro(s): Héber Lopes |

| 11 de junio de 2016, 19:00 (misma hora) | Estados Unidos | 1:0 (1:0) | Paraguay | Lincoln Financial Field, Filadelfia |                            |
|                                         | Dempsey 27'    | Reporte   |          | Árbitro(s): Julio Bascuñán          | Árbitro(s): Julio Bascuñán |